# Rankomat
Rankomat.pl – internetowa porównywarka ubezpieczeń, specjalizująca się w porównywaniu ofert ubezpieczeń komunikacyjnych i sprzedaży ubezpieczeń direct oraz serwis o charakterze doradczo-informacyjnym. Firma powstała  w 2008 roku, a w kwietniu 2009 roku uruchomiony został kalkulator ubezpieczeń.Rankomat.pl to pierwsza i największa multiporównywarką na polskim rynku. W jej portfolio znajdują się porównywarki takich produktów jak ubezpieczenia komunikacyjne, nieruchomości, podróżne, na życie, a także konta, lokaty i kredyty bankowe oraz pożyczki. Od startu działalności w 2008 r. rankomat.pl jest liderem rynku porównywarek, oferując dostęp do produktów ponad 30 marek finansowych. Od 2015 do 2023 roku portal rankomat.pl należał do niemieckiej grupy Bauer Media. W grudniu 2023 roku porównywarka zmieniła właściciela na Grupę Netrisk.

## Historia
Rankomat.pl powstał w 2008 roku jako spółka założona przez Jacka Olechowskiego oraz grono prywatnych inwestorów. W kwietniu 2009 roku uruchomiony został kalkulator ubezpieczeń komunikacyjnych, pozwalający na sprawdzenie ofert różnych towarzystw ubezpieczeniowych. Początkowo porównywarka wzorowana była na zagranicznych portalach, zajmujących się porównaniem i sprzedażą ubezpieczeń online, głównie w Wielkiej Brytanii. Ostatecznie wprowadzona została dodatkowa usługa telefonicznych konsultantów, dzięki której klienci Rankomat.pl mogli nie tylko kupić polisę, ale też otrzymać poradę dotyczącą wyboru polisy.
W 2010 roku w spółkę zainwestował fundusz zarządzany przez 3TS Capital Partners. Dzięki tej współpracy Rankomat.pl zdobył pozycję lidera na polskim rynku porównywarek ubezpieczeniowych. 
Od 2015 do 2023 roku Rankomat.pl należał do Grupy Bauer Media - holdingu działającego w Polsce od 1991 roku, którego sztandarowym produktem do 2020 roku była Grupa Interia.pl. 
W grudniu 2023 porównywarka zmieniła właściciela na Grupę Netrisk.
Obecnie Rankomat.pl oferuje możliwość porównania nie tylko ofert ubezpieczeń komunikacyjnych, ale także ubezpieczeń nieruchomości, podróżnych, na życie, a także kont, lokat i kredytów bankowych oraz pożyczek. 
W skład spółki wchodzą także serwisy: Finanse Rankomat, Komórkomat oraz Sowa Finansowa.
Z usług rankomat.pl skorzystało ponad  1,5 mln klientów.

## Projekty
W ostatnich latach Rankomat.pl rozszerzył swoją działalność o kolejne usługi i serwisy. Obecnie są to:
- Finanse.rankomat.pl – porównywarka produktów bankowych, rozwijana od 2014 roku.[potrzebny przypis]
- Komórkomat.pl – porównywarka telefonów i ofert GSM, rozwijana od 2015 roku[10].
- Sowafinansowa.pl – porównywarka pożyczek i produktów bankowych, rozwijana od 2014 roku[11]